# フランク・チャンピオン
フランク・L・チャンピオン（英: Frank L. Champion、1884年10月24日 - 1917年10月30日）は、アメリカ合衆国のパイロットである。テキサス州シャーマン出身。
海軍入隊やロンドン留学を通じて飛行技術を学んだ後、自らを夢中にさせた曲技飛行で観衆を喜ばせる一方、当時の米国の最速飛行・最長飛行も記録した。その後、アジアに遠征して曲技飛行を行ったが、飛行学校設立を予定していた日本での飛行中、風圧による機体損傷のため墜落し、33歳で死去した。

## 生涯
フランク・L・チャンピオンは1884年10月24日、テキサス州シャーマンで生まれた。高校を卒業した後、海軍に入隊し、飛行技術を学んだ。退役後はカリフォルニア州ロングビーチに移り住み、『ロサンゼルス・エグザミナー』紙のカメラマンを務めていたが、1910年に大胆な曲技飛行を行い、航空ショーに夢中になった。1911年の初めにロンドンへ渡り、ヘンドンのブレリオ飛行学校で学び、後に米国に戻った。

### 米国での飛行歴
1911年8月にロサンゼルス–ロングビーチ間を4分32秒で飛行。当時の全米のスピード記録を更新した。しかし、翌日の洋上飛行では岸から100フィートの地点に落下。海水浴客や救助員が泳いで近寄り、チャンピオンを座席に固定していたストラップを緩め、かろうじて死を免れた。9月にはモアザン単葉機でリバーサイドからロングビーチまでの64マイルを55分で飛行。これは当時、太平洋沿岸の最長飛行記録であった。同年、アール・ドーアティーに飛行を指導。航空専門誌では「キャンディ・キッド」と呼ばれ、ブレリオ機での15分間の飛行で1,500ドルを稼いだ。

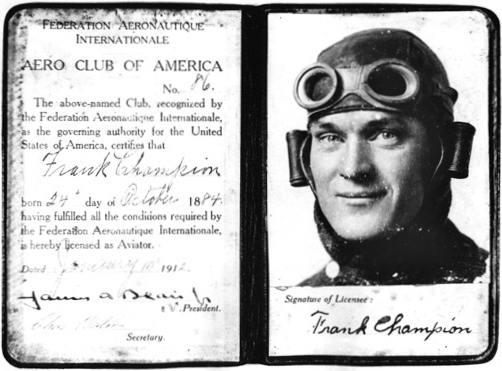
アメリカ航空クラブが交付したチャンピオンのライセンス

1911年12月にカルブレイス・ロジャースがロングビーチに着陸した際は、最終レグでドーアティーらと護衛飛行を務めた。また、ドーアティーらとともに、飛行競技会を認定するアメリカ航空クラブのパイロットライセンスを取得。ロングビーチで初、全国では86人目であった。周囲の協力もあり、チャンピオンとドーアティーはホテル・バージニアの地階で飛行機を造り、観衆を楽しませた。

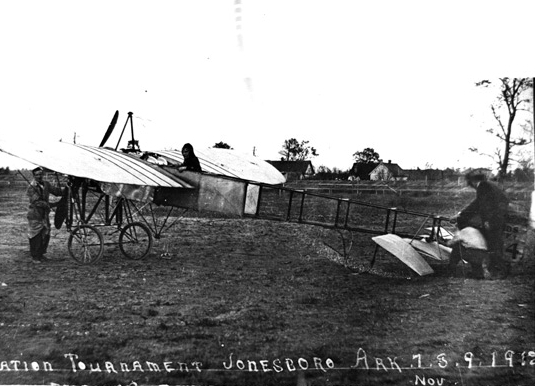
1912年、アーカンソー州ジョーンズボロで行われた航空トーナメントでブレリオ機に乗るチャンピオン

1912年1月、チャンピオンはウサギ狩りの最中に誤って自分の足を銃で撃ち、切断も免れないほどの重傷を負う。手術を受けたものの完治はしなかったが、6月にはエキシビションで妙技を披露してロングビーチの数千人を感動させた。この年、アーカンソー州ジョーンズボロで行われた航空トーナメントにも参加。当時、こうしたイベントは一般的になっており、多くの観衆が集まった。
1913年にドーアティーとともにブレリオ XI型の飛行機を造り、アイオワ州ウォータールーの飛行機会社と契約。1914年には航空関連の会社をカンザス州オーバーランドパークに設立し、1916年にこの会社をイリノイ州シカゴに移した。1915年には3名のパイロットでリエージュの戦いを模した曲技飛行を披露し、観客を大いに喜ばせた。その後、キャサリン・スティンソンらとともにアジアで曲技飛行を行い、日本では飛行学校設立のために滞在を延ばすことになった。

### 日本での曲技飛行と死
チャンピオンが初めて日本を訪れたのは1917年5月であった。荻田常三郎の遺志を継ぎ、翦風飛行学校設立を目指す実業家・熊木九兵衛の招きで、八日市飛行場のあった滋賀県神崎郡八日市町（現在の同県東近江市）を訪れ、歓迎会では「将来の日本飛行界のため、この八日市での事業にぜひ貢献したい」と述べた。日本では、チャンピオンは足を痛めていたため、はじめスティンソンの機関士として働いた。その後、この地で翦風飛行学校の教官になることとなり、学校設立の資金稼ぎのために各地で飛行会を企画する。まず、大阪・東京間の無着陸飛行を試みたが、四日市、浜松と不時着。
1917年10月30日、ブレリオ式単葉機操縦の第一人者として高知県土佐郡朝倉村（後に高知市に編入）の朝倉練兵場（現在の高知市若草町）で開催された飛行会に登場。鬼頭良之助が会を主催し、熊木はチャンピオンの乗る翦風号（せんぷうごう）の管理に当たった。この日は快晴で風もなく、午前中は高度3,000フィートで曲技飛行を披露。10万人の観衆が歓声を上げた。同日15時7分、再び出発の合図をして飛び立ったが、十数分後、風圧のために左の翼が折れ、4,000フィート（1,200メートル）の上空から墜落。チャンピオンは観客の被害を抑えるため、人気のない方向へ操縦したとされる。鴨田村字神田の田地で翦風号のエンジンの下敷きとなり、死亡した。11月1日正午から高知県公会堂で盛大な葬儀が行われ、県知事の柿沼竹雄らが参列。葬列は数万人に見送られた。
1917年10月30日、高知県土佐郡での飛行会で撮影された写真
- 午前の飛行前、主催者の鬼頭良之助（左）と握手をするチャンピオン[29]
- 破損した翦風号[26]
- 右端が鬼頭、中央の3人は高知新聞記者で、各人がチャンピオンの遺品を持つ[27]

チャンピオンは生前、墜落事故を起こした際に、こういう事故は多々あるものなのかと尋ねられると、パイロットの人生に事故は一度きりだと答えたという。高知市の永福寺には、最後の飛行会を主催した鬼頭良之助がこの寺の信徒であったことから、チャンピオンの位牌が安置されている。高知市柳原には後に「フランクチヤムピオン之碑」が建立された。
関勉は1996年12月8日に高知県安芸郡芸西村で発見した小惑星に「チャムピオン」と名付け、「[フランク・] チャムピオンは永遠に宇宙を飛び続ける」と述べている。